# Ikuyo Tsukidate
Ikuyo Tsukidate (jap. 築舘郁代 Tsukidate Ikuyo; ur. 15 stycznia 1977 w Ikarigaseki) – japońska biathlonistka, jej największym sukcesem jest 13. miejsce w sztafecie w czasie Mistrzostw Świata w 2003 roku.

## Osiągnięcia

### Igrzyska Olimpijskie
| Rok  | Miejsce                  | IN | SP | PU | MS | RL |
| 2006 | Turyn/Cesana San Sicario | 55 | 51 |    |    | 16 |

### Mistrzostwa Świata
| Rok  | Miejsce         | IN | SP  | PU | MS | RL |
| 2003 | Chanty-Mansijsk | 19 | 52  | 34 |    | 13 |
| 2004 | Oberhof         | 39 | =47 | 21 |    | 16 |
| 2005 | Hochfilzen      | 72 | 78  |    |    | 17 |

IN – bieg indywidualny, SP – sprint, PU – bieg pościgowy, MS – bieg ze startu wspólnego, RL – sztafeta

### Puchar Świata
| Sezon     | Miejsce |
| --------- | ------- |
| 2001/2002 | 81.     |
| 2002/2003 | 60.     |
| 2003/2004 | 57.     |
| 2004/2005 | 85.     |